# Sant Joan Baptista de bronze
Sant Joan Baptista de bronze és una escultura realitzada pel florentí Donatello en un període comprès entre 1455 i 1457. Mesura 181 cm d'altura i es conserva a la capella dedicada al sant de la catedral de Siena.

## Història
La creació de l'estàtua ha de datar-se el 1455, any en què l'artista residia a Florència, la seva ciutat natal. Els crítics, donades les escasses fonts, són propensos a considerar el bronze com un encàrrec que no va arribar a bon fi. Una vegada es va traslladar Donatello a Siena, dos anys més tard el 1457, per a l'execució de les portes de bronze de la catedral, es va endur l'escultura per acabar-la. La figura es va fondre en tres parts i li faltava l'avantbraç esquerre: sembla que la falta era deguda per la insatisfacció de l'artista per no haver rebut l'últim pagament o almenys jutjat insuficient.
Donatello va tornar a Florència el 1461. El braç es va fondre el 1474 per un orfebre, no es coneix si amb el disseny de Donatello o d'un projecte arbitrari.

## Descripció
Sant Joan Baptista, es mostra com a la iconografia clàssica, està dret, vestit amb una pell, tal com vivia al desert, en una mà duu la creu i un pergamí on en general existeix la inscripció Ecce Agnus Dei, l'altra mà la té elevada en actitud de beneir. La figura és esvelta, amb la cara prima, ulls enfonsats, pell seca com un pergamí mostrant les venes i tendons a la part inferior. Té la boca oberta i la seva mirada vaga, testimoni dels profunds sofriments del sant, representat al moment de la peregrinació i el dejuni al desert.
El treball està relacionat amb la Maria Magdalena penitent, pel tractament sec i desencantat de la figura humana, en què va traspassar tots els dolors i dificultats de la vida ascètica. L'estàtua té una certa relació amb la de Sant Joan Baptista de fusta que va realitzar a Venècia, el 1438 una data molt anterior.